# John Conyers (Anwalt)
John Conyers († vor 1412) war ein englischer Anwalt und Adliger. Er war der Begründer des Zweiges der Familie Conyers in Hornby in Richmondshire.

## Herkunft
John Conyers entstammte der Familie Conyers, einer weitverzweigten Familie der Gentry aus Nordostengland. Seine genaue Herkunft von der Familie ist aber ungeklärt. Er war ein jüngerer Sohn von Sir Robert Conyers, der möglicherweise ein jüngerer Bruder von John Conyers († 1395) aus Sockburn im County Durham war. Sir Robert Conyers heiratete um 1373 eine Alice. Dies war offenbar seine zweite Ehe, da er mit Robert und John schon mindestens zwei erwachsene Söhne hatte. Diese mussten deshalb aus einer ersten Ehe mit einer unbekannten Frau stammen. Vermutlich heiratete Sir Robert vor 1394 noch ein drittes Mal, seine dritte Frau hieß Joan. Robert und John hatten mit William Conyers noch mindestens einen weiteren Bruder.

## Dienst als Anwalt
John Conyers diente als Anwalt für John of Gaunt, 1. Duke of Lancaster. Sein Vater war vermutlich der Robert Conyers, der 1376 wegen eines Überfalls auf Ormesby und andere Besitzungen des Priors von Guisborough angeklagt wurde. Um dieselbe Zeit wurden John und sein älterer Bruder Sir Robert Conyers in einen Streit mit dem Baron Philip Darcy verwickelt. John konnte sich aber offensichtlich mit Darcy aussöhnen und diente 1398 als dessen Anwalt. Mit seinem Bruder Robert teilte er sich im August 1403 die Verwaltung von Skelton Castle in Yorkshire.

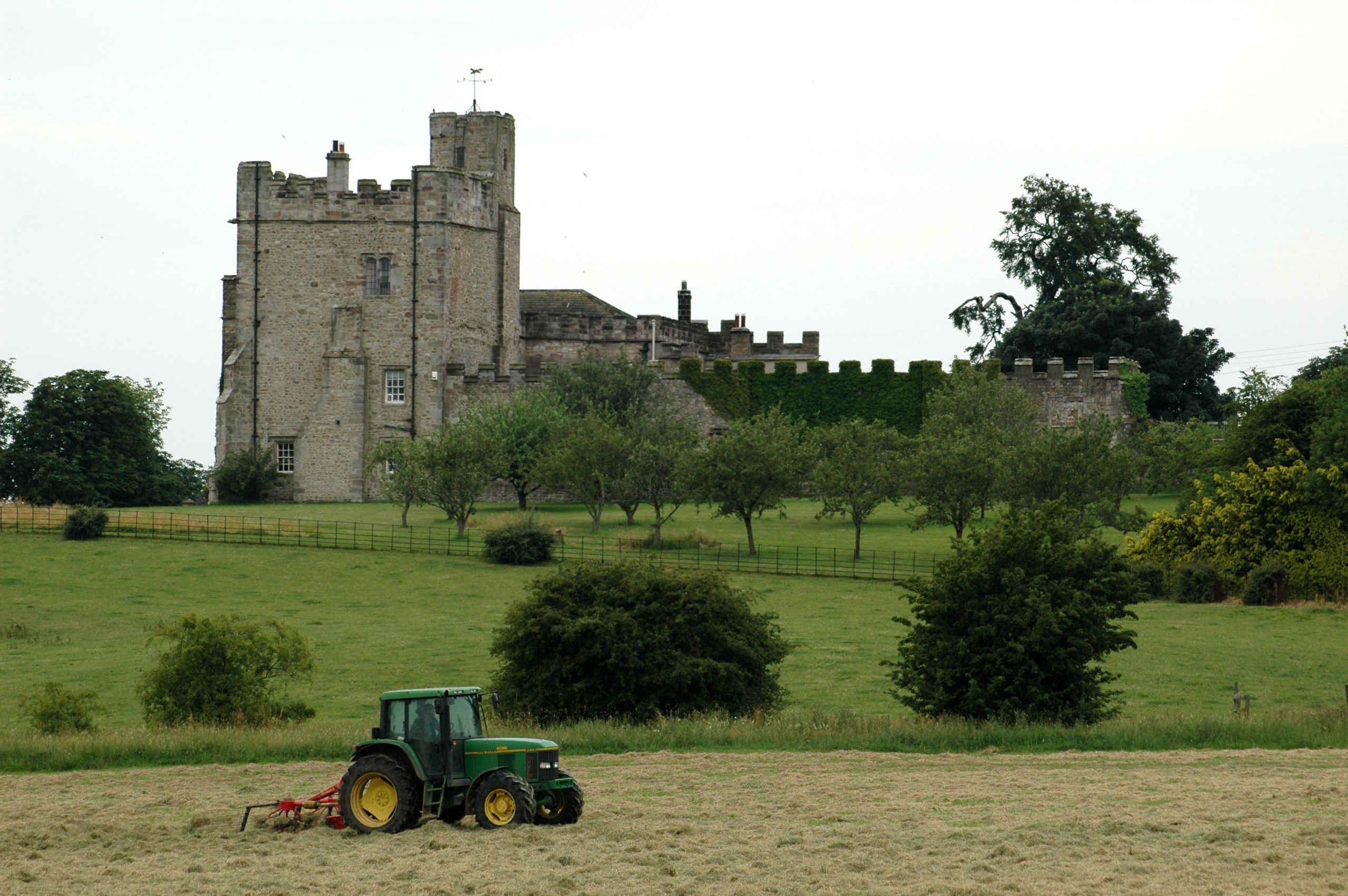
Christopher Conyers erwarb durch Heirat Hornby Castle

## Ehe und Nachkommen
Noch während der Herrschaft von König Richard II. hatte John Conyers Margaret St Quintin geheiratet. Sie wurde die Erbin ihres Vaters Anthony St Quintin, wodurch Conyers Hornby Castle erwarb. Dazu erhielt er von Michael de la Pole, 2. Earl of Suffolk mit Solberge-on-Wiske bei Northallerton in Yorkshire mindestens ein weiteres Gut als Lehen. Mit seiner Frau Margaret hatte er drei Söhne:
- Christopher Conyers († zwischen 1463 und 1465)
- Richard Conyers
- Thomas Conyers

John Conyers starb spätestens 1412. Er wurde in der Kirche St Mary the Virgin in Hornby beigesetzt, wo sich das Grabdenkmal von ihm und seiner Frau Margaret befindet. Zu seinen Testamentsvollstreckern gehörte sein Bruder Robert. Sein ältester Sohn Christopher erbte seinen Besitz bei Hornby, während die beiden jüngeren Söhne Solberge-on-Wiske erbten.